# Kanton Canisy
Canisy is een voormalig kanton van het Franse departement Manche. Het kanton maakte deel uit van het arrondissement Saint-Lô totdat het op 22 maart werd opgeheven en de gemeenten werden opgenomen in het op die dag gevormde kanton Saint-Lô-2.

## Gemeenten
Het kanton Canisy omvatte de volgende gemeenten:
- Canisy (hoofdplaats)
- Dangy
- Gourfaleur
- La Mancellière-sur-Vire
- Le Mesnil-Herman
- Quibou
- Saint-Ébremond-de-Bonfossé
- Saint-Martin-de-Bonfossé
- Saint-Romphaire
- Saint-Samson-de-Bonfossé
- Soulles